# DRG E 77 sorozat
A DRG E 77 sorozat egy német (1’B)(B1’) tengelyelrendezésű villamosmozdony-sorozat volt. 1924 és 1926 között gyártotta a BMAG, a BMS, a Krauss és a LHW. Összesen 56 db készült belőle. A sorozatot 1968-ban selejtezték.